# Bhesa ceylanica
Bhesa ceylanica là một loài thực vật thuộc họ Centroplacaceae (trước đây xếp trong họ Celastraceae). Đây là loài đặc hữu của Sri Lanka.